# بروکسویل، شهرستان مورگان، آلاباما
بروکسویل (به انگلیسی: Brooksville) یک منطقهٔ مسکونی در ایالات متحده آمریکا است که در شهرستان مورگان، آلاباما واقع شده‌است. بروکسویل ۲۴۸٫۱۱ متر بالاتر از سطح دریا واقع شده‌است.